# トリー・レイン
トリー・レイン（Tory Lane、1982年9月30日 - ）は、アメリカ合衆国出身のアダルトモデル、ポルノ女優およびポルノ映画監督。

## 来歴
フロリダ州のフォートローダーデールに生まれ、6歳の頃からクラシックバレエを習い始めた。 高校卒業後に進んだブロワード・カレッジで経営学の準学士号を取得。
ポルノ映画界に入る以前はエルボ・ルームという名のクラブでバーテンダーとして働き、成年向けの書店に勤め、更にはルームメイトでもあった親友のハーモニー・ローズとともにフーターズで働いた。このローズとともにストリッパーの仕事を開始し、やがてはともにポルノ女優へと転身。
ロサンゼルスのモデル事務所と契約したのち、スーズ・ランドールの2004年の作品『ザ・ヤング＆ザ・ラウンチー』で初のハードコア場面を経験。
2005年にアダルトカメラマン/俳優のリック・シェイムレスと結婚。4ヶ月の交際を経たのちに結婚で、ネバダ州のラスベガスにて式を挙行した。 ところがこの結婚を原因として事務所から解雇を通告され、独立を余儀なくされた。 同年の11月に早くも結婚を解消。
ストリッパーの仕事を継続し、合衆国南西部全域のストリップクラブとナイトクラブを巡った。自身のウェブサイトを所有し、個々にファンレターに返事を書き、チャットに参加し、サイト限定の動画や画像を公開している。
そうしたなかで、AVNの最優秀新人女優賞の受賞候補ともなった2006年にあっては、ロキシー・ジェゼル、ジェナ・プレスリー、デイジー・マリーと並んでプレイボーイテレビの『ジェナのアメリカン・セックス・スター』というリアリティ番組に出演。
2007年にはシンシティというポルノ製作会社と2年間の契約を締結するも、それからおよそ1年後に解消する運びとなった。

## 受賞
- 2009年 AVN Best POV Sex Scene - 『Double Vision 2』（カーシャ・カッシン、エリック・エヴァーハードとともに）[10]
- 2010年 AVN Best Group Sex Scene - 『2040』（ジェシカ・ドレイク、カースティン・プライス、アレクトラ・ブルー、ミカイラ・メンデス、ケイラニ・レイ、ジェイデン・ジェイムス、カイラ・カレラ、ランディ・スピアーズ、ブラッド・アームストロング、ロッコ・リード、マーカス・ロンドン、ミック・ブルー、T・J・カミングスと共に）[11]